# Harry Helmsley
Harry B. Helmsley (* 4. März 1909 in New York City; † 4. Januar 1997 in Scottsdale, Arizona) war ein Immobilien-Tycoon, dessen Unternehmen zu einem der größten der Vereinigten Staaten wurde. Zum Portfolio des Unternehmens gehörten das Empire State Building, das Helmsley Building, das Park Lane Hotel sowie das New York Helmsley Hotel (auch bekannt als das New York Harley).
Seine Frau, Leona Helmsley – auch bekannt als „Queen of Mean“ – wurde 1989 in einem vielbeachteten Gerichtsverfahren wegen Steuerhinterziehung verurteilt. Helmsley war mitangeklagt, aber es wurde festgestellt, dass er körperlich zu krank war, um vor Gericht zu stehen und geistig zu schwach, um sich mit seinen Anwälten ausreichend zu verteidigen.

## Leben
Helmsley ging in der Bronx zur Evander Childs High School, besuchte danach kein College, sondern begann 1925 im Alter von 16 in der Immobilienwirtschaft. Er arbeitete für Dwight, Voorhis & Perry, wo er von einem Laufburschen (für $ 12 pro Woche) zum Broker-Partner aufstieg. Er kaufte das Unternehmen schließlich im Jahre 1938 und benannte es in Dwight, Voorhis & Helmsley um.
Im selben Jahr heiratete er Ella Eva Green Sherpick, eine Witwe.
Im Jahr 1955 erwarb er das Konkurrenzunternehmen Spear & Company, welches zu Helmsley-Spear wurde und erweiterte seine Beteiligungen in Lower Manhattan. Außerdem kaufte er die Immobilien-Firma Brown Harris Stevens, was ihn in den Verkauf und die Verwaltung von Miet- und genossenschaftlichen Wohnungen brachte. Dort stellte er 1970 auch Leona Roberts als Senior Vice President ein.
Von seiner ersten Frau Eve trennte er sich 1971 und heiratete 1972 Leona.
Im Jahr 1980 erhielt Helmsley die Goldmedaille der The Hundred Year Association of New York „in Anerkennung der Verdienste um die Stadt New York.“
Helmsley starb im Alter von 87 an einer Lungenentzündung im Krankenhaus in Scottsdale, Arizona und hinterließ sein gesamtes Vermögen von 5,5 Mrd. US-Dollar seiner Frau Leona. Seine sterblichen Überreste wurden zunächst auf dem Woodlawn-Friedhof in der Bronx, New York City, beigesetzt, aber später umgebettet auf den Friedhof in Sleepy Hollow, New York.

## Fernsehfilm
1990 entstand unter der Regie von Richard Michaels der Fernsehfilm Die Dollar-Queen (Originaltitel: Leona Helmsley: The Queen of Mean) in dem Lloyd Bridges die Rolle von Harry Helmsley übernahm.